# Shi'an (köping i Kina, Henan)
Shi'an (kinesiska: 施庵, 施庵镇) är en köping i Kina. Den ligger i provinsen Henan, i den centrala delen av landet, omkring 260 kilometer sydväst om provinshuvudstaden Zhengzhou. Antalet invånare är 48693. Befolkningen består av 23 498 kvinnor och 25 195 män. Barn under 15 år utgör 23,0 %, vuxna 15-64 år 67 %, och äldre över 65 år 9,0 %.
Genomsnittlig årsnederbörd är 906 millimeter. Den regnigaste månaden är augusti, med i genomsnitt 164 mm nederbörd, och den torraste är december, med 9 mm nederbörd.